# Айвар
Айвар (от турски: havyar – хайвер, на сръбски: ajвар; на македонска литературна норма: aјвар) е специална зеленчукова салата, специалитет на балканската кухня, която се приготвя от червени чушки, като според някои рецепти може да се прибави и патладжан. Айварът произхожда от Сърбия и е известен и като сръбска салата или сръбски зеленчуков хайвер. Айварът е много популярен и в Северна Македония, а през последните десетилетия се произвежда и от консервните фабрики в България. Използва се като гарнитура към месни ястия или като паста за сандвичи. Отличава се от лютеницата, която се приготвя на основата на червени чушки и домати, и от кьопоолуто, което се прави основно от патладжани.